# Vergankelijk (schip, 1929)
De Vergankelijk (uitspraakⓘ) is een Nederlands luxemotorschip uit de binnenvaart dat als varend monument is omgebouwd voor recreatie.

## Geschiedenis
Het schip is in 1929 in Foxhol gebouwd voor de in 1905 geboren Cornelis Arie Kieboom L. zn, schipper te Werkendam, die het Attentie noemde. Hij liet er een zelflosinstallatie op monteren en heeft er voornamelijk zand mee gevaren van de grote rivieren naar Tholen, later voor de betonfabriek te Werkendam  en weer later van diverse zandzuigers naar Werkendam. 
In september 1944, in de Tweede Wereldoorlog, werd  het schip - liggende in het Gat van 't Hooft nabij Werkendam - gevorderd door de Duitsers. De schipper moest met zijn gezin van boord. In september 1945 werd het schip beschadigd in Noord-Duitsland teruggevonden. De schipper nam zijn werk weer op. Hij liet in 1948 de scheepsnaam weer wijzigen in Vergankelijk. Het is niet zeker, maar de hermeting en de wijziging van de tonnenmaat naar 110,190 ton is waarschijnlijk gedaan vanwege het verwijderen van de grote mast en het verlagen van de den. In 1960 is de oorspronkelijk ingebouwde Hollandia diesel van 44 pk (fabr: Smit & Co Kinderdijk) vervangen door een Industrie dieselmotor van 30/33 pk, nr. 3025.  
In 1967 werd het schip in de mist nabij Rossum op de Maas aangevaren door een tanker en is daarbij gezonken. Het schip werd gelicht, na enkele dagen onderwater te hebben gezeten. De schipper beëindigde zijn bedrijf in 1968 en verkocht het schip aan Cornelis Nobel te Werkendam. Deze verkocht het schip direct door aan de Maatschappij tot uitvoering van rijs zink en stortwerken West Nederland NV te Papendrecht. In 1979 is het schip verkocht aan de fam. Leenman te Woudrichem, die het Zwerver noemde. Het schip voer vanaf die tijd in de recreatievaart, maar is toen niet opnieuw gemeten. Ze vervingen het houten stuurhuis en lieten een elektrisch stuurwerk plaatsen. Ook de voorankerlier werd elektrische gemaakt. Er werd een spudpaal geplaatst en een boegschroef. De Industrie motor werd vervangen door een Boudouin motor. In 2002 werd het schip verkocht aan stichting Skûtsje Gerrit de Vries en werd het Merel genoemd.
De huidige eigenaren kochten het schip in 2006, met de bedoeling om het zo veel als mogelijk terug te brengen in authentieke staat, maar wel met alle hedendaagse techniek. Ook kreeg het schip de naam Vergankelijk weer terug. Ze lieten het schip in 2007 restaureren bij scheepswerf Ten Woude in IJlst.

## Liggers Scheepmetingsdienst
| Meetnummer | District en volgnr. | Meetdatum        | Meetplaats | Lengte [m] | Breedte [m] | Inzinking [m] | Waterverplaatsing [ton] | Naam         | Eigenaar     | Domicilie |
| ---------- | ------------------- | ---------------- | ---------- | ---------- | ----------- | ------------- | ----------------------- | ------------ | ------------ | --------- |
| G2864N     | Groningen 2864      | 2 augustus 1929  | Foxhol     | 26,55      | 5,05        | –             | 117,355                 | ATTENTIE     | -            | -         |
| R16418N    | Rotterdam 16418     | 8 oktober 1948   | Ridderkerk | 26,55      | 5,05        | 1,75          | 110,190                 | VERGANKELIJK | C.A. Kieboom | Werkendam |
| RN15       | Rotterdam 15        | 23 augustus 1979 | –          | 26,55      | 5,00        | 1,25          | 29,780                  | –            | –            | –         |